# Ganggrab von Gamskær

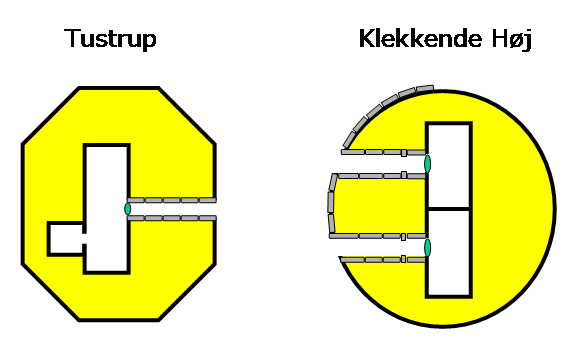
Prinzipskizze Nebenkammer links

Das Ganggrab von Gamskær (auch Gamskjaer oder Gamskjær, DKC: 130107.117) ist ein Ganggrab mit Nebenkammer (dänisch bikammer). Es liegt in einem Rundhügel östlich von Kobberup in der Skive Kommune in Jütland in Dänemark. Das Ganggrab ist eine Bauform jungsteinzeitlicher Megalithanlagen, die aus einer Kammer und einem baulich abgesetzten, lateralen Gang besteht. Diese Form ist primär in Dänemark, Deutschland und Skandinavien, sowie vereinzelt in Frankreich und den Niederlanden zu finden. 
Unter den etwa 500 bewahrten Ganggräbern Dänemarks gibt es lediglich 30 mit Nebenkammern. In Deutschland, den Niederlanden, Polen und Schweden, den übrigen Staaten mit nordischer Megalitharchitektur, gibt es gar keine. Die Megalithanlage der Trichterbecherkultur (TBK) entstand zwischen 3500 und 2800 v. Chr.

## Beschreibung
Der Hügel hat etwa 15,0 m Durchmesser. Die ovale Nordost-Südwest orientierte Kammer mass etwa 4,0 × 2,0 m, die Nebenkammer etwa 1,7 × 1,0 m. Der im Südosten liegende Gang war etwa 4,5 m lang. Am Zugang zur Kammer lag ein Schwellenstein. Der Boden der Kammer war zerstört, während der Boden der Nebenkammer intakt war. Das Ganggrab wurde von einer Dichtung aus Steinen und Feuerstein umgeben. Vor dem Zugang existierte einmal eine große Opferschicht, in der viele zerscherbte (dänisch offerskårlag) Tongefäße gefunden wurden. Nur einer der großen Tragsteine ist erhalten.
In der Nähe wurden die Feuersteinbeile von Kobberup gefunden und liegen die Grabkiste und der Møllehøje von Kobberup.